# ローンスター
ローン・スター・ファンド（英語: Lone Star Funds）は、アメリカ合衆国テキサス州ダラスを本拠とする投資ファンド、プライベート・エクイティ会社である。

## 概説
1995年に、ジョン・グレイケン（ローン・スター・ファンドの最高運営責任者）が米テキサス州ダラスで創設した投資ファンド。北米の公的年金基金、国際機関・政府機関、財団・大学等を主な投資家とし、これまでに累積で230億ドル（2兆5千億円）を超えるファンドを組成した。
企業の再生・価値向上を目的とする投資、多様な金融商品・不動産への投資をグローバルに行い、投資対象を長期間保有し価値向上を目指すこと、また、市場で流動性が乏しくなる局面でリスクを取ることで知られている。ダラスを本拠とし、ロンドン、東京、ソウル、台北、ダブリン、ブリュッセル、ルクセンブルク、フランクフルト等に営業拠点を持つ。

## 日本における活動
1997年（平成9年）に日本に進出。以来、日本でも多くの企業の買収を行ったことで知られるようになった。

### 日本企業への主な投資実績

#### 金融事業
- 東京スター銀行 - 1999年（平成11年）に経営破綻した東京相和銀行のスポンサーとなり、2001年に東京スター銀行を新設、東京相銀から営業譲渡させて、同年6月より営業開始。その後、複数の信用組合や2002年に経営破綻した中部銀行の関東地区支店を譲り受ける等追加買収をし、2005年には東証一部に上場。2008年、アドバンテッジ パートナーズ傘下の投資ファンドによるTOBに応じて株式売却し上場廃止となったが、2011年に同行の株式配当で買収資金を返済する目論見が外れデフォルトが濃厚となったことで再び資本参画。2013年（平成25年）10月、中国信託商業銀行が520億円で買収した。
- ファーストクレジット - 旧長銀系のノンバンク。2002年（平成14年）に会社更生法の適用を申請、スポンサーとなる。2005年（平成17年）に住友信託銀行へ全株式を売却。
- アエル - 中堅消費者金融会社。旧・日立信販。2003年（平成15年）に会社更生を申請した際、同社およびナイスのスポンサーとなる。
- 後楽園ファイナンス - 東京ドームの子会社だった卸金融会社。親会社である東京ドームのゴルフ・リゾート事業、金融事業からの撤退に伴い、2006年（平成18年）にローン・スター・ファンドが譲り受ける。
- TSBキャピタル - 1999年（平成11年）に経営破綻した西友子会社のノンバンク東京シティファイナンス（TCF）を買収。現在は貸金業に特化している。2004年（平成16年）までに西友店舗を中心に設置されていた「SEIYUキャッシュポイント」と言うサラ金カード等のキャッシング専用キャッシュディスペンサーを撤去し、東京スター銀行のATMを設置している。

#### 一般企業
- 東栄 - 北海道旭川市に本社を置く繊維卸業者。ディーラー（トヨタビスタ旭川）、小売店（マルカツデパート・旧コープ札幌）、ケーブルテレビ、不動産、ホテル経営（シェラトンホテル札幌）など、カネボウの如きペンタゴン経営で道内の一国を築いたが、2003年（平成15年）1月に民事再生法を申請。トヨタビスタ旭川[注釈 1]を除く全ての事業の再建スポンサーとなった。

#### ゴルフ事業・ホテル事業
- ソラーレホテルズアンドリゾーツ - 地産のホテル事業（チサンホテル）を継承して設立。ローンスターのホテル事業として、後述の東栄が保有するホテルを譲受した他、近年はホテルの新設も行われている。
- PGMホールディングス - 2005年（平成17年）東証一部上場[1]。全国に100以上のゴルフ場を保有（運営委託含む）。
- 地産 - 2002年（平成14年）に会社更生を申請。同社が保有するゴルフ場はパシフィックゴルフグループとして、ホテルはソラーレホテルズアンドリゾーツとして独立させた。
- 東栄のホテル事業 - 前述の東栄が竣工・保有するシェラトンホテル札幌（旧新札幌パレスホテル）・旭川パレスホテル・旭川トーヨーホテルをソラーレへ売却。旭川パレスホテルはリブランドされ「ロワジールホテル旭川」の名称となる。

#### 不動産
- 目黒雅叙園 - 2014年8月、森トラストに売却。
- 国際赤坂ビル - 経営再建中のタクシー大手、国際自動車から2004年（平成16年）に購入。
- 近鉄森の宮ビル（現・NLC森の宮ビル）- 2008年に取得、2014年に売却。

### 日本法人
株式会社ローン・スター・ジャパン・アクイジッションズ（かつてはLLC（日本においては、現在で云う合同会社）の形態を取っており、「ローン・スター・ジャパン・アクイジッションズ・LLC」という名称であった）という名称で、投資営業のための日本法人が存在する。

### 日本における課税問題
ローン・スター・ファンドと日本国税当局は、東京相和銀行の破綻処理を巡り、2度にわたって対立している。
最初は、2005年（平成17年）に、ローン・スター・ファンドが実質100%所有する東京スター銀行に対し、東京相和銀行より引き継いだ債権の会計処理につき、東京国税局が約190億円の申告漏れを指摘、追徴課税を行ったこと。東京スター銀行はこれを不服とし、2008年1月に東京地裁に法人税更生処分等取消請求訴訟を起こしていたが、6月になり「誤認があった」として利子分を含む追徴課税額約80億円が返還され、事実上「課税ミス」として決着した。
この件に前後して、2008年（平成20年）3月、東京国税局は、旧東京相和銀行の不良債権の運用処理による利益を、ローンスター傘下のバミューダ諸島のファンドが申告しなかったとして、2003年までの2年分のおよそ140億円の申告漏れを指摘した。これは、1999年（平成11年）に経営破綻し、7,600億円の公的資金が投入された旧東京相和銀行の不良債権を、ローンスターが譲り受け、担保付き不良債権の回収であげた利益を、アイルランドの会社（条約上、日本が直接課税できない）を経由し、バミューダ諸島を拠点とするファンドに移し、日本での税務申告を行わなかったもの。東京国税局は日本国内での取引で得た利益は課税対象にあたると判断したが、ファンド側は督促に応じず、日本には財産が無いことから差し押さえができない事態となった。ローンスター日本法人は「日本国内および租税条約を結んだ相手国の税法に基づいて適正に取引を処理しており、全く問題ないと認識している」として主張は平行線をたどっている。

## 海外における活動

### 海外における主な投資実績
アメリカ
メリルリンチより額面300億ドル相当の資産を購入。
ヨーロッパ
2008年に、サブプライムローン関連投資で大きな損失を被り、経営難に陥っているドイツ産業銀行（IKB）の譲り受けに合意。

## 韓国におけるローンスター問題
2003年、破綻寸前となっていた韓国外換銀行（KEB）をローンスターが買収。その後、リストラ等の経営建て直しにより黒字化を達成した。2006年、ローンスターがKEBを売却しようとしたところ、ローンスターに対しKEBを不当な低価格で買収した容疑、脱税、外貨密輸入の容疑で検察による家宅捜査が行われた。
ローンスターや欧米の投資家は、これを不当な捜査だと受け取っており、この事件により韓国から投資資金が流出したと言われている。従来から、欧米の有力ファンドとの税務を巡る争いにおける税務当局の強硬さは投資家の間では広く知られていたが、KEBを巡る韓国行政府の一連の対応は、韓国のポリティカルリスクの高さを世界に広く知らせることとなった。また、この事件により「韓国でしか起こりえないような予想外の出来事」を指す「OINK」という用語が誕生したとされる。
一連の問題のうち株価操作疑惑について、2008年2月のソウル中央地裁第1審はローンスターが虚偽の減資説をまき散らしたとして有罪の判決を下したが、6月の第2審では減資説が虚位ではないとして逆転無罪となった。2011年3月、最高裁は控訴審裁判の判決が誤りであるとして、差戻しの判決を下した。同年10月6日、差戻し審においてソウル高等裁判所は罰金250億ウォンの判決を下した。ローンスターは上訴せず、有罪が確定した。
2012年11月21日、ローンスターは韓国政府による不当な措置で被害を受けたとして、世界銀行傘下の投資紛争解決国際センター（ICSID）に提訴した。これは米韓FTAによって投資家対国家の紛争解決（ISD）制度が適用されたことによるもので、韓国政府はISD制度で提訴される初のケースとなる。2022年8月31日（韓国時間）、ICSID仲裁判定部は韓国政府が2億1650万ドル（当初ローンスターが請求していた46億7950万ドルの4.6％）を賠償するよう判定し、併せて外換銀行の売却金額が確定された2011年12月3日から賠償金の完納時まで、利息（1カ月満期の米国国債の収益率基準）も支払うよう求めた（韓国法務部が計算した遅延利子は185億ウォン規模）。